# Piercia imbrata
Piercia imbrata är en fjärilsart som beskrevs av Achille Guenée 1858. Piercia imbrata ingår i släktet Piercia och familjen mätare. Inga underarter finns listade i Catalogue of Life.